# Авроровка
 Авроровка (до 1948 р. Башбек; крим. Başbek, Башбек) — колишнє село у Первомайському районі Криму, розташовувалося на північному заході району, у степовій частині Криму, на березі річки Самарчик (зараз — одна з гілок Північно-Кримського каналу), приблизно за 4 км на південний захід від села Калініне.

## Історія
Авроровка ліквідоване в період з 1954 по 1968 роки як село Калінінської сільради.